# Volta a Catalunya de 1943
La Volta a Catalunya de 1943 fou la vint-i-tresena edició de la Volta a Catalunya. La prova es disputà en 9 etapes entre el 5 i el 12 de setembre de 1943, amb un total de 1.170 km. El vencedor final fou el madrileny Julián Berrendero, per davant de Vicente Miró, i Antonio Destrieux.
En aquesta edició ja no hi ha participants independents. Els ciclistes es divideixen entre les seccions ciclistes de diferents clubs esportius, clubs estrictament ciclistes i altres que estan patrocinats per marques comercials.
La 4a i la 8a etapa estaven dividides en dos sectors. Les etapes de Contrarellotge per equips es classificaven el temps individualment.
El primer sector de la 4a etapa el va guanyar Antonio Destrieux i es va posar líder però l'endemà va ser sancionat amb 10 minuts de penalització i amb la pèrdua de l'etapa aconseguida el dia anterior.

## Etapes
| Etapa | Data           | Recorregut                              | km    | Guanyador                    | Líder                   |
| ----- | -------------- | --------------------------------------- | ----- | ---------------------------- | ----------------------- |
| 1a    | 5 de setembre  | Montjuïc - Montjuïc (CRE)               | 39,0  | Fernando Murcia (ESP)        | Fernando Murcia (ESP)   |
| 2a    | 5 de setembre  | Barcelona - Vilafranca del Penedès      | 70,0  | Manuel Costa (ESP)           | Manuel Costa (ESP)      |
| 3a    | 6 de setembre  | Vilafranca del Penedès - Tortosa        | 148,0 | Delio Rodríguez Barros (ESP) | Manuel Costa (ESP)      |
| 4a A  | 7 de setembre  | Tortosa - Reus (CRI)                    | 92,0  | Antonio Destrieux (ESP)      | Antonio Destrieux (ESP) |
| 4a B  | 7 de setembre  | Reus - Vimbodí                          | 64,0  | Fermín Trueba (ESP)          | Antonio Destrieux (ESP) |
| 5a    | 8 de setembre  | Vimbodí - Manresa                       | 169,0 | Fernando Murcia (ESP)        | Julián Berrendero (ESP) |
| 6a    | 9 de setembre  | Manresa - Vic                           | 123,0 | Delio Rodríguez Barros (ESP) | Julián Berrendero (ESP) |
| 7a    | 10 de setembre | Vic - Santa Coloma de Farners           | 125,0 | Julián Berrendero (ESP)      | Julián Berrendero (ESP) |
| 8a A  | 11 de setembre | Santa Coloma de Farners - Palamós (CRE) | 85,0  | Delio Rodríguez Barros (ESP) | Julián Berrendero (ESP) |
| 8a B  | 11 de setembre | Palamós - Mataró                        | 105,0 | Julián Berrendero (ESP)      | Julián Berrendero (ESP) |
| 9a    | 12 de setembre | Mataró - Barcelona                      | 150,0 | Delio Rodríguez Barros (ESP) | Julián Berrendero (ESP) |

### Etapa 1 Barcelona - Barcelona. 39,0 km (CRE)
|   | Ciclista          | Equip        | Temps      |
| - | ----------------- | ------------ | ---------- |
| 1 | Fernando Murcia   | FC Barcelona | 1h 00' 19" |
| 2 | Antonio Destrieux | FC Barcelona | m. t.      |
| 3 | Julián Berrendero | FC Barcelona | m. t.      |

|   | Ciclista          | Equip        | Temps      |
| - | ----------------- | ------------ | ---------- |
| 1 | Fernando Murcia   | FC Barcelona | 1h 00' 19" |
| 2 | Antonio Destrieux | FC Barcelona | m. t.      |
| 3 | Julián Berrendero | FC Barcelona | m. t.      |

### Etapa 2. Barcelona - Vilafranca del Penedès. 70,0 km
|   | Ciclista       | Equip                  | Temps      |
| - | -------------- | ---------------------- | ---------- |
| 1 | Manel Costa    | FC Barcelona           | 2h 18' 08" |
| 2 | Vicente Miró   | Pedal Notario-UE Sants | m. t.      |
| 3 | Enrique Blasco | RCD Espanyol           | m. t.      |

|   | Ciclista        | Equip                  | Temps      |
| - | --------------- | ---------------------- | ---------- |
| 1 | Manel Costa     | FC Barcelona           | 3h 19' 25" |
| 2 | Vicente Miró    | Pedal Notario-UE Sants | m. t.      |
| 3 | Fernando Murcia | FC Barcelona           | + 53"      |

### Etapa 3. Vilafranca del Penedès - Tortosa. 190,0 km
|   | Ciclista        | Equip        | Temps      |
| - | --------------- | ------------ | ---------- |
| 1 | Delio Rodríguez | FC Barcelona | 4h 32' 22" |
| 2 | Fernando Murcia | FC Barcelona | m. t.      |
| 3 | Enrique Blasco  | RCD Espanyol | m. t.      |

|   | Ciclista        | Equip                  | Temps      |
| - | --------------- | ---------------------- | ---------- |
| 1 | Manel Costa     | FC Barcelona           | 7h 51' 55" |
| 2 | Vicente Miró    | Pedal Notario-UE Sants | m. t.      |
| 3 | Fernando Murcia | FC Barcelona           | + 45"      |

### Etapa 4. (4A Tortosa-Reus 92 km) i (4B Reus-Vimbodí 64 km)
|   | Ciclista          | Equip        | Temps      |
| - | ----------------- | ------------ | ---------- |
| 1 | Antonio Destrieux | FC Barcelona | 2h 23' 41" |
| 2 | Julián Berrendero | FC Barcelona | + 05' 15"  |
| 3 | Joan Gimeno       | FC Barcelona | + 05' 41"  |

|   | Ciclista        | Equip        | Temps      |
| - | --------------- | ------------ | ---------- |
| 1 | Fermín Trueba   | FC Barcelona | 2h 01' 29" |
| 2 | Fernando Murcia | FC Barcelona | + 02' 20"  |
| 3 | Joan Gimeno     | FC Barcelona | + 02' 24"  |

|   | Ciclista          | Equip        | Temps      |
| - | ----------------- | ------------ | ---------- |
| 1 | Antonio Destrieux | FC Barcelona | 4h 27' 36" |
| 2 | Julián Berrendero | FC Barcelona | + 05' 15"  |
| 3 | Joan Gimeno       | FC Barcelona | + 05' 39"  |

|   | Ciclista          | Equip                  | Temps       |
| - | ----------------- | ---------------------- | ----------- |
| 1 | Antonio Destrieux | FC Barcelona           | 12h 20' 24" |
| 2 | Julián Berrendero | FC Barcelona           | + 05' 07"   |
| 3 | Vicente Miró      | Pedal Notario-UE Sants | + 05' 22"   |

### Etapa 5. Vimbodí - Manresa. 169,0 km
|   | Ciclista          | Equip          | Temps      |
| - | ----------------- | -------------- | ---------- |
| 1 | Fernando Murcia   | FC Barcelona   | 5h 45' 55" |
| 2 | Antonio Martín    | Visnu-UE Sants | m. t.      |
| 3 | Julián Berrendero | FC Barcelona   | m. t.      |

|   | Ciclista          | Equip                  | Temps       |
| - | ----------------- | ---------------------- | ----------- |
| 1 | Julián Berrendero | FC Barcelona           | 18h 20' 26" |
| 2 | Vicente Miró      | Pedal Notario-UE Sants | + 23"       |
| 3 | Manel Costa       | FC Barcelona           | + 01' 45"   |

### Etapa 6. Manresa - Vic. 123,0 km
|   | Ciclista        | Equip        | Temps      |
| - | --------------- | ------------ | ---------- |
| 1 | Delio Rodríguez | FC Barcelona | 4h 33' 29" |
| 2 | Fernando Murcia | FC Barcelona | m. t.      |
| 3 | Joaquim Olmos   | FC Barcelona | m. t.      |

|   | Ciclista          | Equip                  | Temps       |
| - | ----------------- | ---------------------- | ----------- |
| 1 | Julián Berrendero | FC Barcelona           | 22h 53' 55" |
| 2 | Vicente Miró      | Pedal Notario-UE Sants | + 23"       |
| 3 | Manel Costa       | FC Barcelona           | + 01' 45"   |

### Etapa 7. Vic - Santa Coloma de Farners. 125,0 km
|   | Ciclista          | Equip        | Temps      |
| - | ----------------- | ------------ | ---------- |
| 1 | Julián Berrendero | FC Barcelona | 4h 06' 38" |
| 2 | Delio Rodríguez   | FC Barcelona | + 01' 06"  |
| 3 | Fermín Trueba     | FC Barcelona | m. t.      |

|   | Ciclista          | Equip                  | Temps       |
| - | ----------------- | ---------------------- | ----------- |
| 1 | Julián Berrendero | FC Barcelona           | 27h 00' 33" |
| 2 | Vicente Miró      | Pedal Notario-UE Sants | + 02' 01"   |
| 3 | Antonio Destrieux | FC Barcelona           | + 06' 33"   |

### Etapa 8. (8A Santa Coloma de Farners-Palamós 47 km) i (8B Palamós-Mataró 105 km)
|   | Ciclista          | Equip        | Temps      |
| - | ----------------- | ------------ | ---------- |
| 1 | Delio Rodríguez   | FC Barcelona | 1h 12' 08" |
| 2 | Julián Berrendero | FC Barcelona | m. t.      |
| 3 | Joaquim Olmos     | FC Barcelona | m. t.      |

|   | Ciclista          | Equip        | Temps      |
| - | ----------------- | ------------ | ---------- |
| 1 | Julián Berrendero | FC Barcelona | 3h 28' 06" |
| 2 | Joaquim Filbà     | AC Montjuïc  | + 07"      |
| 3 | Fernando Murcia   | FC Barcelona | + 13"      |

|   | Ciclista          | Equip        | Temps      |
| - | ----------------- | ------------ | ---------- |
| 1 | Julián Berrendero | FC Barcelona | 5h 34' 07" |
| 2 | Fernando Murcia   | FC Barcelona | + 13"      |
| 3 | Joan Gimeno       | FC Barcelona | + 37"      |

|   | Ciclista          | Equip                  | Temps       |
| - | ----------------- | ---------------------- | ----------- |
| 1 | Julián Berrendero | FC Barcelona           | 32h 34' 40" |
| 2 | Vicente Miró      | Pedal Notario-UE Sants | + 04' 47"   |
| 3 | Antonio Destrieux | FC Barcelona           | + 08' 14"   |

### Etapa 9. Mataró - Barcelona. 150,0 km
|   | Ciclista        | Equip        | Temps      |
| - | --------------- | ------------ | ---------- |
| 1 | Delio Rodríguez | FC Barcelona | 5h 16' 31" |
| 2 | Fermín Trueba   | FC Barcelona | m. t.      |
| 3 | Joaquim Filbà   | AC Montjuïc  | m. t.      |

|   | Ciclista          | Equip                  | Temps       |
| - | ----------------- | ---------------------- | ----------- |
| 1 | Julián Berrendero | FC Barcelona           | 37h 51' 11" |
| 2 | Vicente Miró      | Pedal Notario-UE Sants | + 04' 47"   |
| 3 | Antonio Destrieux | FC Barcelona           | + 08' 14"   |

## Classificació final
| Pos. | Ciclista                     | Club                   | Temps       |
| ---- | ---------------------------- | ---------------------- | ----------- |
| 1    | Julián Berrendero (ESP)      | FC Barcelona           | 37h 51' 11" |
| 2    | Vicente Miró (ESP)           | Pedal Notario-UE Sants | + 4' 47"    |
| 3    | Antonio Destrieux (ESP)      | FC Barcelona           | + 8' 14"    |
| 4    | Juan Gimeno (ESP)            | FC Barcelona           | + 8' 46"    |
| 5    | Fermín Trueba (ESP)          | FC Barcelona           | + 8' 56"    |
| 6    | Fernando Murcia (ESP)        | FC Barcelona           | + 9' 34"    |
| 7    | Manuel Costa (ESP)           | FC Barcelona           | + 11' 27"   |
| 8    | Antonio Andrés Sancho (ESP)  | Pedal Notario-UE Sants | + 12' 10"   |
| 9    | Delio Rodríguez Barros (ESP) | FC Barcelona           | + 12' 45"   |
| 10   | Antonio Martín (ESP)         | Visnu-UE Sants         | + 19' 34"   |

## Classificacions secundàries
| Pos. | Ciclista          | Equip        | Punts |
| ---- | ----------------- | ------------ | ----- |
| 1    | Fermín Trueba     | FC Barcelona | 15    |
| 2    | Julián Berrendero | FC Barcelona | 9     |
| 3    | Pere Font         | AEC Manlleu  | 4     |

| Pos. | Equip        | Temps        |
| ---- | ------------ | ------------ |
| 1    | FC Barcelona | 113h 50' 36" |
| 2    | UE Sants     | + 39' 10"    |
| 3    | AC Montjuïc  | + 2h 34' 56" |